# Учредительное собрание Норвегии

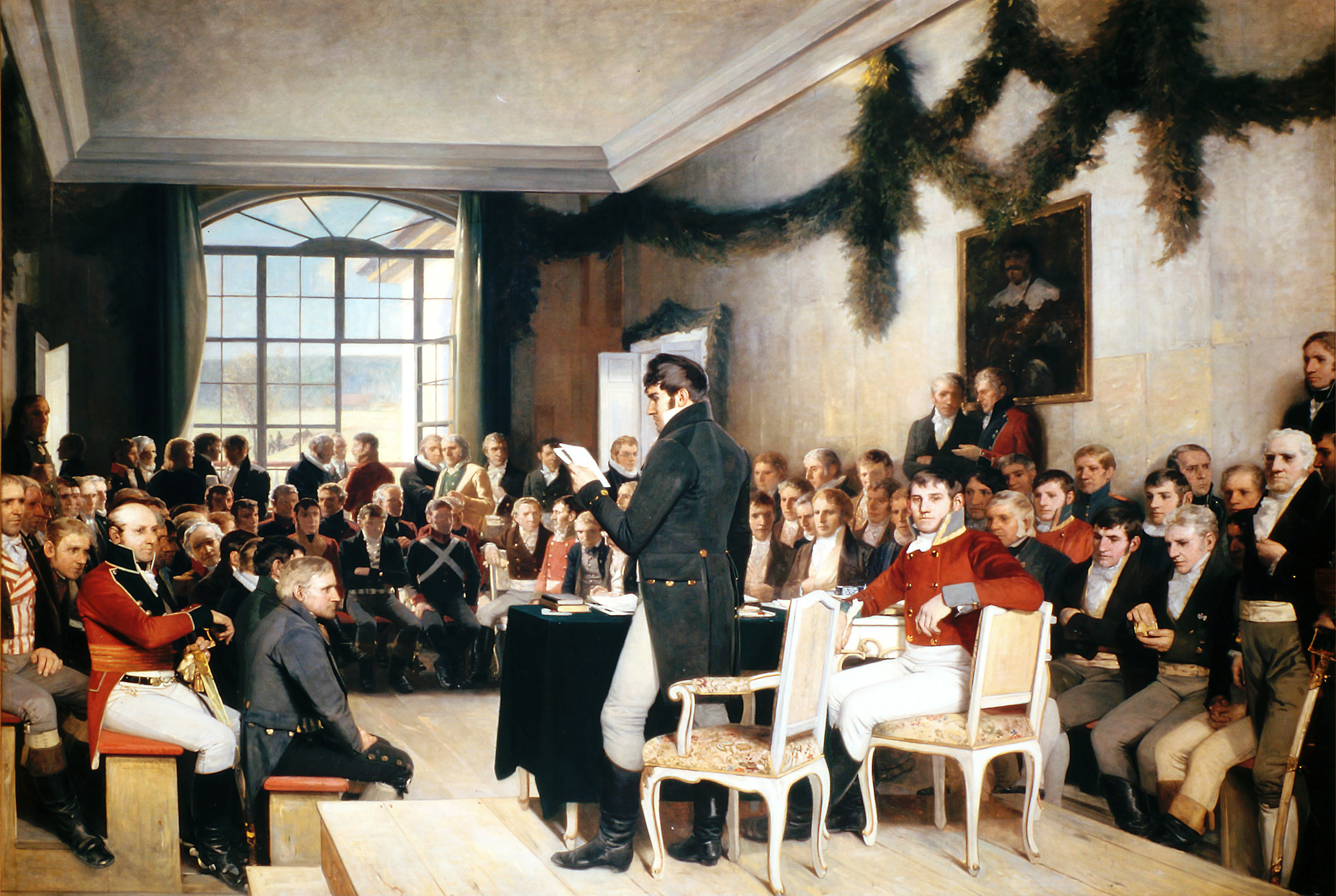
Учредительное собрание Норвегии 1814 года, картина Оскара Вергеланна, 1885, Национальная галерея Норвегии

Учредительное собрание Норвегии (норв. Riksforsamlingen) — представительный орган в Норвегии, работавший с 10 апреля по 20 мая в 1814 году в Эйдсволле (Акерсхус) для принятия Конституции Норвегии.

## Предыстория
В ответ на подписание датско-шведского Кильского договора передававшего Норвегию Швеции наместник (штатгальтер[уточнить]) короля Фредерика VI в Норвегии принц Кристиан Фредерик решил поддержать те силы что были этим недовольны (одни хотели сохранения датско-норвежской унии, другие создания независимого норвежского государства).
16 февраля 1814 года в городке Эйдсволл в 60 километрах к северу от Христиании принц созвал собрание нотаблей (notabelmøte) из 21 человека. 19 февраля обратился к народу и созвал государственное учредительное собрание (Rigsforsamling) призванное принять конституцию и избрания главы государства.

## Выборы и состав
С конца февраля 1814 года в городских и сельских церквях Норвегии проходили собрания прихожан, которые приносили присягу, что будут защищать самостоятельность Норвегии. Одновременно начались выборы в государственное учредительное собрание. В каждой сельской общине (округе) жители соответствующие цензу оседлости и в возрасте старше 25 лет избирали по два выборщика. При этом один из них обязательно должен был быть бондом. Затем собрание выборщиков проходивших в каждом амте избирало трех депутатов, среди них — одного бонда. Также выбирались представители от городов, от Бергена было избрано четыре депутата; от Кристиании, Кристиансанна и Тронхейма — по два; от остальных торговых городов — по одному. Своих представителей направили в собрание армия и флот, причем не только офицеров, по и простых солдат и матросов.
Всего в собрание было избрано 112 человек. В том числе:
- 54 — от сельской местности,
- 26 — от городов,
- 28 — от армии,
- 4 — от флота[4].

По своей социальной принадлежности больше половины депутатов — 59 человек — были чиновниками (включая пасторов и учителей), 16 — купцами и промышленниками, 37 — крестьянами.
Список членов Конституционного Собрания

## Собрание
Собрание открылось 10 апреля в городе Эйдсволл, в особняке купца Карстена Анкера, одного из ближайших сподвижников принца. На собрание прибыли депутаты с большей части Норвегии (за исключением далёких Тромсе и Нурллана). Уже в первые дни собрание разделилось на комитеты. Основной задачей собрания была разработка Конституции, вопросом не меньшей важности стал государственно-правовой статус Норвегии. Собрание сразу же раскололось на две неравные партии: «партию самостоятельности» (большинство) и «партию унии» (меньшинство). В «партию самостоятельности» входило около 80 человек. «Партия самостоятельности» выступала за создание независимого государства. Её поддерживал наместник — принц Кристиан Фредерик. Лидерами этой партии стали сельский судья Кристиан Магнус Фальсен, профессор философии Георг Свердруп, сельские судьи Кристиан Адольф Дирикс и Вильгельм Фриманн Корен Кристи. Партия включала представителей чиновничества и крестьянства, представителей Бергена. «Партия унии» выступала за создание такой унии со Швецией при которой обе страны получат равные права. В «партию унии» входило около 30 человек. Лидерами этой партии стали граф Герман Ведель-Ярлсберг, предприниматель Педер Анкер, первый председатель Государственного собрания железопромышленник Якоб Оль, пастор Николай Вергеланн. Партию поддержали купцы и предприниматели Эстланна. 19 апреля 1814 года этот вопрос решился через голосование, при этом «партия самостоятельности» одержала верх большинством лишь в один голос.
Ещё одним важным вопросом был вопрос Конституции. Конституционный комитет в составе 15 членов во главе с Кристианом Магнусом Фальсеном обсуждал разные проекты этого закона. Наиболее активными членами комитета были Герман Ведель, Николай Вергеланн, Георг Свердруп, Кристиан Адольф Дирикс, Петер Моцфельдт. Было предложено несколько проектов конституции (наиболее важными считаются проекты Кристиана Магнуса Фальсена и Йохана Гундера Адлера). 16 апреля 1814 года собрание без серьёзных разногласий приняло основные положения будущей конституции Норвегии:
1. Норвегия будет ограниченной и наследственной монархией; это будет свободное, независимое и неделимое королевство. Королевский титул вручался регенту.
2. Народ через своих представителей осуществлял законодательную власть.
3. Только народ (через своих представителей) имеет право облагать себя налогом.
4. Право на войну и мир предоставляется регенту.
5. Регент имеет право на помилование.
6. Судебная власть независима от законодательной и исполнительной.
7. Свобода печати.
8. Евангелическо-лютеранская церковь должна быть государственной. Все представители иных религий (кроме иудеев) получают свободу вероисповедания.
9. Новые ограничения свободы промышленности не допускаются.
10. Запрещалось в будущем предоставлять новые наследственные привилегии
11. Граждане государства, как правило, обязаны в течение определённого времени защищать отечество, независимо от состояния, рождения или богатства[8].

16 мая текст Конституции была одобрен собранием, а 17 мая 1814 года подписан. Эта дата с 17 мая 1836 года стала отмечаться как Национальный день Норвегии. Результатом Учредительного собрания стала одна из самых демократических государственных конституций того времени.
17 мая 1814 года Кристиан Фредерик был избран королём Норвегии. А 19 мая 1814 года он распустил государственное учредительное собрание. К тому моменту в Норвегии несколько месяцев работало правительство — Государственный совет (Statsraadet).
Руководили собранием Педер Анкер, Кристиан Адольф Дирикс, Дидерик Хегерманн, Йенс Скоу Фабрициус, Кристиан Магнус Фальсен, Георг Свердруп. Постоянным секретарём собрания был Вильгельм Фриманн Корен Кристи.
По Мосской конвенции заключённой 14 августа 1814 года король Швеции Карл XIV Юхан обязался признавать норвежскую конституцию с поправками, вытекавшими из факта шведско-норвежской унии, а норвежцы избирали шведского короля на норвежский престол.

## Комментарии
1. ↑  Он был создан 2 марта 1814 года как Правительственный совет (Regjeringsraadet), а 19 мая переименован в Государственный совет